# Banque Havilland
 (décembre 2016).
Si vous disposez d'ouvrages ou d'articles de référence ou si vous connaissez des sites web de qualité traitant du thème abordé ici, merci de compléter l'article en donnant les références utiles à sa vérifiabilité et en les liant à la section « Notes et références ».
Banque Havilland S.A. est une banque privée multinationale fondée en 2009 au Luxembourg par la famille britannique Rowland. Elle offre des services de banque privée, de gestion d'actifs, de gestion du patrimoine et de gouvernance des fonds aussi bien aux clients particuliers qu'aux institutions à travers le monde. La Banque possède 7 bureaux dans les centres financiers mondiaux, parmi lesquels des banques enregistrées au Luxembourg, Liechtenstein, à Monaco et en Suisse.

## Histoire
2009
Banque Havilland a été fondée au Luxembourg en 2009, sur la base de la filiale luxembourgeoise de la banque islandaise Kaupthing, alors en grande difficulté.
2012-2015
En 2012, c'est l'ouverture de la première filiale internationale à Monaco, à la suite de l'achat de la Dexia Private Bank S. A. M. de Dexia Banque Internationale à Luxembourg.
En 2013, la Banque ouvre sa succursale à Londres. Puis, grâce à l'acquisition d'une participation majoritaire de Banque Pasche (Liechtenstein) AG et de 100 % du capital de Pasche Bank Trust & Limited, la Banque crée deux nouvelles entités - Banque Havilland (Liechtenstein) AG et Banque Havilland (Bahamas) Ltd.
2016
L'acquisition de la Banque Pasche S. A. en Suisse a permis à la Banque de lancer son activité sur ce territoire, à Genève et Zurich respectivement. De plus, l'acquisition de Banco Popolare Luxembourg S.A. de Banco Popolare a permis d'élargir l'offre de service de Banque Havilland aux clients institutionnels.
2024
En août 2024, la BCE a retiré sa licence d’exploitation à la banque Havilland, en raison d'infractions relatives aux règles touchant à la lutte contre le blanchiment d’argent,.

### Localisation
Banque Havilland a son siège social au Luxembourg et possède des bureaux au Royaume-Uni, à Monaco, au Liechtenstein, Dubaï et en Suisse.